# Eccellenza Liguria 1995-1996
Il campionato italiano di calcio di Eccellenza regionale 1995-1996 è stato il quinto organizzato in Italia. Rappresenta il sesto livello del calcio italiano.
Questo è il campionato regionale della regione Liguria.

## Squadre Partecipanti
| Squadra                    | Città                        | Stadio                   |
| -------------------------- | ---------------------------- | ------------------------ |
| Albenga Calcio             | Albenga (SV)                 |                          |
| U.S. Busalla               | Busalla (GE)                 |                          |
| U.S. Cairese               | Cairo Montenotte (SV)        |                          |
| U.S. Ceparana              | Ceparana (SP)                |                          |
| A.C. Entella               | Chiavari (GE)                |                          |
| U.S. Folbas Metalcost      | Follo (SP)                   |                          |
| A.C. Imperia               | Imperia (IM)                 |                          |
| U.S. Lavagnese             | Lavagna (GE)                 |                          |
| A.C. Loanesi San Francesco | Loano (SV)                   |                          |
| Pol. Migliarinese          | La Spezia (SP)               |                          |
| G.S. Pegliese              | Pegli (GE)                   |                          |
| A.C. Rapallo Ruentes       | Rapallo (GE)                 |                          |
| A.C. Sammargheritese       | Santa Margherita Ligure (GE) | Stadio Eugenio Broccardi |
| U.S. Sampierdarenese       | Sampierdarena (GE)           |                          |
| U.S. Sanremese             | Sanremo (IM)                 |                          |
| Ventimiglia Calcio         | Ventimiglia (IM)             |                          |

## Classifica finale
|  | Pos. | Squadra               | Pt | G  | V  | N  | P  | GF | GS | DR  |
|  | ---- | --------------------- | -- | -- | -- | -- | -- | -- | -- | --- |
|  | 1.   | Sanremese             | 78 | 30 | 24 | 6  | 0  | 68 | 16 | +52 |
|  | 2.   | Imperia               | 56 | 30 | 16 | 8  | 6  | 56 | 27 | +29 |
|  | 3.   | Migliarinese          | 49 | 30 | 13 | 10 | 7  | 36 | 32 | +4  |
|  | 4.   | Folbas Metalcost      | 46 | 30 | 11 | 13 | 6  | 38 | 27 | +11 |
|  | 5.   | Entella               | 45 | 30 | 11 | 12 | 7  | 24 | 18 | +6  |
|  | 6.   | Loanesi San Francesco | 43 | 30 | 12 | 7  | 11 | 35 | 34 | +1  |
|  | 7.   | Ceparana              | 40 | 30 | 10 | 10 | 10 | 41 | 39 | +2  |
|  | 8.   | Sammargheritese       | 39 | 30 | 9  | 12 | 9  | 33 | 38 | -5  |
|  | 9.   | Cairese               | 37 | 30 | 8  | 13 | 9  | 46 | 34 | +12 |
|  | 10.  | Ventimiglia Calcio    | 37 | 30 | 8  | 13 | 9  | 32 | 35 | -3  |
|  | 11.  | Busalla               | 35 | 30 | 9  | 8  | 13 | 31 | 42 | -11 |
|  | 12.  | Sampierdarenese 1946  | 34 | 30 | 8  | 10 | 12 | 25 | 40 | -15 |
|  | 13.  | Pegliese              | 32 | 30 | 6  | 14 | 10 | 31 | 42 | -11 |
|  | 14.  | Lavagnese 1919        | 29 | 30 | 6  | 11 | 13 | 25 | 38 | -13 |
|  | 15.  | Rapallo Ruentes 1914  | 23 | 30 | 3  | 14 | 13 | 25 | 47 | -22 |
|  | 16.  | Albenga Calcio        | 14 | 30 | 3  | 5  | 22 | 23 | 61 | -38 |

- L'Imperia è stato promosso al Campionato Nazionale Dilettanti alla compilazione dei quadri 1996-97.